# Мелані Гріффіт
Ме́лані Ґрі́ффіт (англ. Melanie Griffith, нар. 9 серпня 1957, Нью-Йорк) — американська акторка та блогерка.

## Життєпис
Єдина дитина акторки та фотомоделі Тіппі Гедрен, що має шведське, німецьке та норвезьке походження, також — старша дитина Пітера Гріффіта, що має англійське походження. Її мати прославилася роллю у фільмі Гічкока «Птахи». Батьки розлучилися, коли їй було 4 роки. Її батько вступив у повторний шлюб, в якому у нього народилися двоє дітей: акторка Трейсі Гріффіт (відома за роллю у фільмі «Табір вічних снів 3») і художник з декорацій Клей Гріффіт.
Першою роллю Мелані став рекламний ролик, в якому вона знялася у віці 9 місяців. Маючи кілька дрібних ролей, Мелані отримує серйозну роль у фільмі Артура Пенна «Нічні ходи» (1975).
Через наркотики кар'єра Гріффіт перервалася майже на 10 років. Її повернення почалося завдяки фільму Браяна Де Пальма «Двійник тіла». Цей фільм привів її до зіркової ролі у фільмі «Дика штучка». Наступним кроком до загального визнання став фільм «Ділова дівчина». За цю роль вона отримала «Золотий глобус» як найкраща комедійна акторка і була номінована на премію «Оскар». Ще один фільм, «Двоє — це занадто» (1995).
Знімається Гріффіт і в телевізійних проєктах. У 1999 році компанія кабельного телебачення HBO запросила її на роль у телефільмі «Проєкт 281», за яку пізніше вона отримала приз «Еммі» у номінації «Найкраща акторка другого плану». Також Гріффіт брала участь і в інших телепроєктах.
У 2003 році Гріффіт дебютувала в мюзиклі «Чикаго» в ролі Роксі. Попри те, що Гріффіт тільки нещодавно почала співати й танцювати, вона отримала «колонку» театрального критика в «Нью-Йорк Таймс».
Мелані Гріффіт підтримує багато громадських організацій. В їх число входять: Дитячий фонд ООН, Oceana, Нью-Йоркська організація «Робін Гуд».

## Особисте життя
Гріффіт була у шлюбі чотири рази. Недовго її чоловіком був Дон Джонсон в 1976 році. Після цього вона покохала Стівена Бауера в 1980 році, і в 1987 році розлучилася. У 1989 році повторно одружилася з Джонсоном і через 7 років, в 1996 році, вони знову розлучилися. Мелані Гріффіт кинула Джонсона заради Антоніо Бандераса, з яким одружилася у тому ж році. Пара розлучилася 2015 року.
Народила трьох дітей у кожному з шлюбів: Олександр Гріффіт Бауер (нар. 1985 р.); Дакота Мей Джонсон (нар. 1989 р.) і Стела дель Кармен Бандерас Гріффіт (нар. 1996 р.). Дакота пішла шляхом матері і в 2006 році стала Міс «Золотий глобус» на церемонії кінофестивалю «Золотий глобус» (Мелані Гріффіт була Міс «Золотий Глобус» у 1975 році).

## Нагороди та номінації

### Премії«Оскар»
- 1988 — Найкраща жіноча роль, за фільм «Ділова дівчина» — номінація

### ПреміїBAFTA
- 1989 — Найкраща жіноча роль, за фільм «Ділова дівчина» — номінація

### Премії«Золотий глобус»
- 1999 — Найкраща жіноча роль другого плану, за телефільм «Проєкт 281» — номінація
- 1995 — Найкраща жіноча роль другого плану, за телефільм «Дівчата з Дикого Заходу» — номінація
- 1988 — отримала премію в номінації Найкраща жіноча роль у комедії або мюзиклі, за фільм "Ділова дівчина "
- 1986 — Найкраща жіноча роль у комедії або мюзиклі, за фільм «Дика штучка» — номінація
- 1984 — Найкраща жіноча роль другого плану, за фільм «Двійник тіла» — номінація
- 1974 — Міс «Золотий глобус»

### Премії«Еммі»
- 2000 — Найкраща жіноча роль другого плану, за фільм «Проєкт 281» — номінація

### ПреміїAFI Award
- 2003 — Найкраща жіноча роль другого плану, за фільм "Ніч, яку ми назвали днем " — номінація

### ПреміїЗолота малина
- 2000 — Гірша акторка, за фільм «Божевільний Сесіл Б.» — номінація
- 1999 — Гірша акторка, за фільм «Жінка без правил» — номінація
- 1996 — отримала нагороду в номінації Найгірша жіноча роль другого плану, за фільм «Скеля Малхолланд»
- 1996 — Гірша акторка, за фільм «Двоє — це занадто» — номінація
- 1993 — Гірша акторка, за фільм «Уроки кохання» — номінація
- 1992 — отримала нагороду в номінації Гірша акторка за фільми «Незнайомець серед нас», і «Світло в темряві»
- 1990 — Гірша акторка, за фільм Багаття марнославства — номінація

## Фільмографія
| Рік  | Українська назва                     | Оригінальна назва                   | Персонажка                           |
| ---- | ------------------------------------ | ----------------------------------- | ------------------------------------ |
| 1975 | Нічні ходи                           | Night Moves                         | Деллі Грастнер                       |
| 1975 | Басейн потопельників                 | The Drowning Pool                   | Скайлер Деверо                       |
| 1975 | Посмішка                             | Smile                               | Карен Лов                            |
| 1977 | Сад                                  | Gan, Ha                             | Молода дівчина                       |
| 1977 | Один на одного                       | One on One                          | Автостопниці                         |
| 1977 | Розважальна поїздка                  | Joyride                             | Сюзі                                 |
| 1978 | Тато, я не люблю так робити          | Daddy, I Don't Like It Like This    | Дівчина в номері готелю              |
| 1978 | Сталевий ковбой                      | Steel Cowboy                        | Джонні                               |
| 1981 | Рик                                  | Roar                                | Мелані                               |
| 1981 | Підземні тузи                        | Underground Aces                    | Люсі                                 |
| 1981 | Творець зірок                        | The Star Maker                      | Дон Барнетт Янгблад                  |
| 1981 | Тепер вона в армії                   | She's in the Army Now               | Рядовий Сілви Ноулл                  |
| 1981 | Золоті ворота                        | Golden Gate                         | Карен                                |
| 1984 | Місто страху                         | Fear City                           | Лоретта                              |
| 1984 | Підставне тіло                       | Body Double                         | Боді Голлі                           |
| 1985 | Альфред Хічкок представляє           | Alfred Hitchcock Presents           | Дівчина (сегмент «Чоловік з півдня») |
| 1986 | Дика штучка                          | Something Wild                      | Одрі Ханкеля, також відома, як Лулу  |
| 1987 | Вишня 2000                           | Cherry 2000                         | Едіт 'Е.' Джонсон                    |
| 1988 | Війна на бобових поле в Мілагро      | The Milagro Beanfield War           | Флоси Девайн                         |
| 1988 | Грозовий понеділок                   | Stormy Monday                       | Кейт                                 |
| 1988 | Ділова дівчина                       | Working Girl                        | Тесс Макгілл                         |
| 1990 | Жінки і чоловіки: Історії спокушання | Women and Men: Stories of Seduction | Хедлі                                |
| 1990 | Сильні духом                         | In the Spirit                       | Лурін                                |
| 1990 | Тихоокеанські висоти                 | Pacific Heights                     | Патті Палмер                         |
| 1990 | Багаття марнославства                | The Bonfire of the Vanities         | Марія Раскін                         |
| 1991 | Рай                                  | Paradise                            | Лілі Рід                             |
| 1992 | Світло у темряві                     | Shining Through                     | Лінда Восс                           |
| 1992 | Чужа серед нас                       | A Stranger Among Us                 | Емілі Іден                           |
| 1993 | Уроки любові (Не вчора народилася)   | Born Yesterday                      | Біллі Дон                            |
| 1994 | Дрібниця (Кишенькові гроші)          | Milk Money                          | Ві                                   |
| 1994 | Без дурнів                           | Nobody's Fool                       | Тобі Роубак                          |
| 1995 | Дівчата з Дикого Заходу              | Buffalo Girls                       | Дора Дюфран                          |
| 1995 | Час від часу                         | Now and Then                        | Тіна 'Тіні' Терселл                  |
| 1995 | Двоє — це занадто                    | Two Much                            | Бетті Кернер                         |
| 1996 | Скеля Малголланд                     | Mulholland Falls                    | Катерин Гувер                        |
| 1997 | Інший день в раю                     | Another Day in Paradise             | Сід                                  |
| 1997 | Лоліта                               | Lolita                              | Шарлотта Хейз                        |
| 1998 | Змова                                | Shadow of Doubt                     | Кітт Деверекс                        |
| 1998 | Знаменитість                         | Celebrity                           | Ніколь Олівер                        |
| 1999 | Жінка без правил                     | Crazy in Alabama                    | Лусілл Вінсон                        |
| 1999 | Проєкт 281                           | RKO 281                             | Маріон Дейвіс                        |
| 2000 | Божевільний Сесіл Б.                 | Cecil B. DeMented                   | Хоні Уітлок                          |
| 2000 | Лулу назавжди                        | Forever Lulu                        | Лулу Макафі                          |
| 2001 | Коледж                               | Tart                                | Дайан Мілфорд                        |
| 2003 | Ніч, яку ми назвали днем             | The Night We Called It a Day        | Барбара Маркс                        |
| 2003 | Спритні руки                         | Shade                               | Єва                                  |
| 2003 | Темп                                 | Tempo                               | Сара                                 |
| 2005 | Фатальне спокушання                  | Heartless                           | Міранда Уеллс                        |
| 2006 |                                      | Have Mercy                          |                                      |
| 2010 | Воруши ластами!                      | Sammy's Adventures                  | Озвучка                              |